# Extradorso
O extradorso vem do latim extra, fora, no exterior; e dorso, no dorso.
O extradorso é um termo utilizado em arquitetura para designar o plano superior externo convexo de um arco ou abóbada. Este é por vezes designado de extradorso.
Também designa a parte de trás de uma aduela, a qual é normalmente oculta por estar no interior do edifício.
O termo contrapõe-se com o intradorso.
Nos muros de contenção, o extradorso é a face da parede em contacto com o material contido e oposto ao intradorso.